# Châlonvillars
Châlonvillars est une commune française située dans le département de la Haute-Saône, la région culturelle et historique de Franche-Comté et la région administrative Bourgogne-Franche-Comté.

## Géographie
La commune de Chalonvillars est la plus dans l'est du département de la Haute-Saône.
Le canal de la Haute-Saône, construit entre 1882 et mis en service en 1926 traverse le territoire communal en particulier au travers d'un tunnel long de 640 mètres. L'écluse, située à proximité du pont sur la route d'Evette-Salbert est encore en parfait état. La maison de l'éclusier est restée en grande partie dans son état d'origine.

### Géologie
Le territoire communal repose sur le gisement de schiste bitumineux de Haute-Saône daté du Toarcien.

### Climat
Pour des articles plus généraux, voir Climat de la Bourgogne-Franche-Comté et Climat de la Haute-Saône.
En 2010, le climat de la commune est de type climat de montagne, selon une étude du Centre national de la recherche scientifique s'appuyant sur une série de données couvrant la période 1971-2000. En 2020, Météo-France publie une typologie des climats de la France métropolitaine dans laquelle la commune est exposée à un climat semi-continental et est dans une zone de transition entre les régions climatiques « Lorraine, plateau de Langres, Morvan » et « Vosges ». 
Pour la période 1971-2000, la température annuelle moyenne est de 9,8 °C, avec une amplitude thermique annuelle de 17,3 °C. Le cumul annuel moyen de précipitations est de 1 321 mm, avec 13 jours de précipitations en janvier et 10,6 jours en juillet. Pour la période 1991-2020, la température moyenne annuelle observée sur la station météorologique de Météo-France la plus proche, « Dorans », sur la commune de Dorans à 7 km à vol d'oiseau, est de 10,9 °C et le cumul annuel moyen de précipitations est de 974,0 mm. 
La température maximale relevée sur cette station est de 38,1 °C, atteinte le 24 juillet 2019 ; la température minimale est de −16 °C, atteinte le 20 décembre 2009,,. 
Les paramètres climatiques de la commune ont été estimés pour le milieu du siècle (2041-2070) selon différents scénarios d'émission de gaz à effet de serre à partir des nouvelles projections climatiques de référence DRIAS-2020. Ils sont consultables sur un site dédié publié par Météo-France en novembre 2022.

## Urbanisme

### Typologie
Au 1er janvier 2024, Châlonvillars est catégorisée bourg rural, selon la nouvelle grille communale de densité à sept niveaux définie par l'Insee en 2022.
Elle appartient à l'unité urbaine de Belfort, une agglomération inter-départementale regroupant 16  communes, dont elle est une commune de la banlieue,,. Par ailleurs la commune fait partie de l'aire d'attraction de Belfort, dont elle est une commune de la couronne,. Cette aire, qui regroupe 91 communes, est catégorisée dans les aires de 50 000 à moins de 200 000 habitants,.

### Occupation des sols
L'occupation des sols de la commune, telle qu'elle ressort de la base de données européenne d’occupation biophysique des sols Corine Land Cover (CLC), est marquée par l'importance des territoires agricoles (56,2 % en 2018), en diminution par rapport à 1990 (57,5 %). La répartition détaillée en 2018 est la suivante : 
prairies (42,8 %), forêts (33 %), zones agricoles hétérogènes (13,3 %), zones urbanisées (10,8 %), terres arables (0,2 %). L'évolution de l’occupation des sols de la commune et de ses infrastructures peut être observée sur les différentes représentations cartographiques du territoire : la carte de Cassini (XVIIIe siècle), la carte d'état-major (1820-1866) et les cartes ou photos aériennes de l'IGN pour la période actuelle (1950 à aujourd'hui).

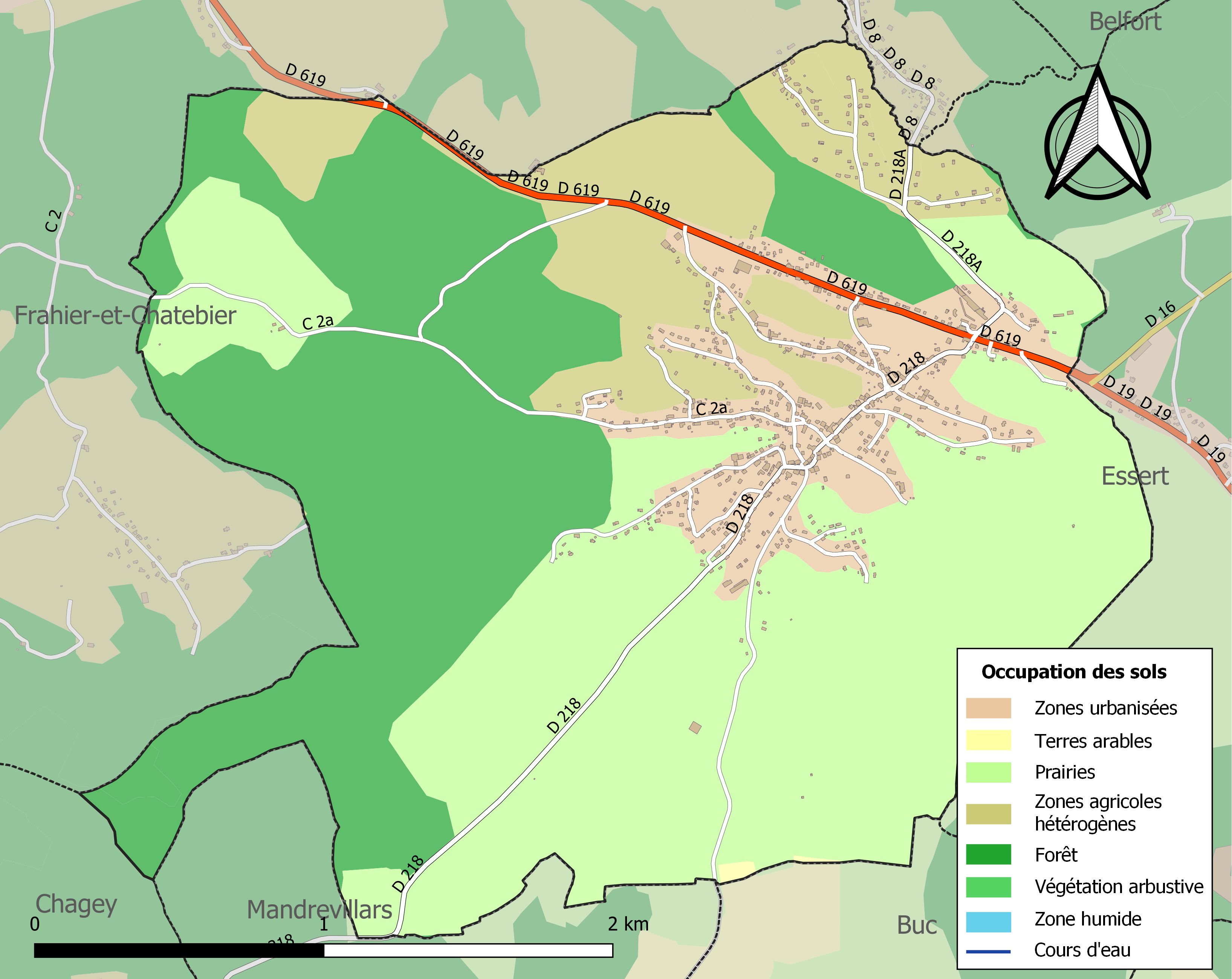
Carte des infrastructures et de l'occupation des sols de la commune en 2018 (CLC).

## Histoire
Les marchands de bestiaux de Châlonvillars étaient réputés sous le règne de Louis XIV.
Châlonvillars a été la base de départ de l'ultime opération de la dernière étape de la libération de Belfort durant la Seconde Guerre mondiale.

## Politique et administration

### Rattachements administratifs et électoraux
Châlonvillars fait partie de l'arrondissement de Lure du département de la Haute-Saône, en région Bourgogne-Franche-Comté.
La commune était historiquement rattachée depuis la Révolution française au canton d'Héricourt. Celui-ci a été scindé en 1985 et la commune rattachée au canton de Héricourt-Est. Dans le cadre du redécoupage cantonal de 2014 en France, la commune fait désormais partie du Canton d'Héricourt-1.

### Intercommunalité
La commune est membre de la communauté de communes du Pays d'Héricourt, intercommunalité créée au 1er janvier 2001.

### Liste des maires

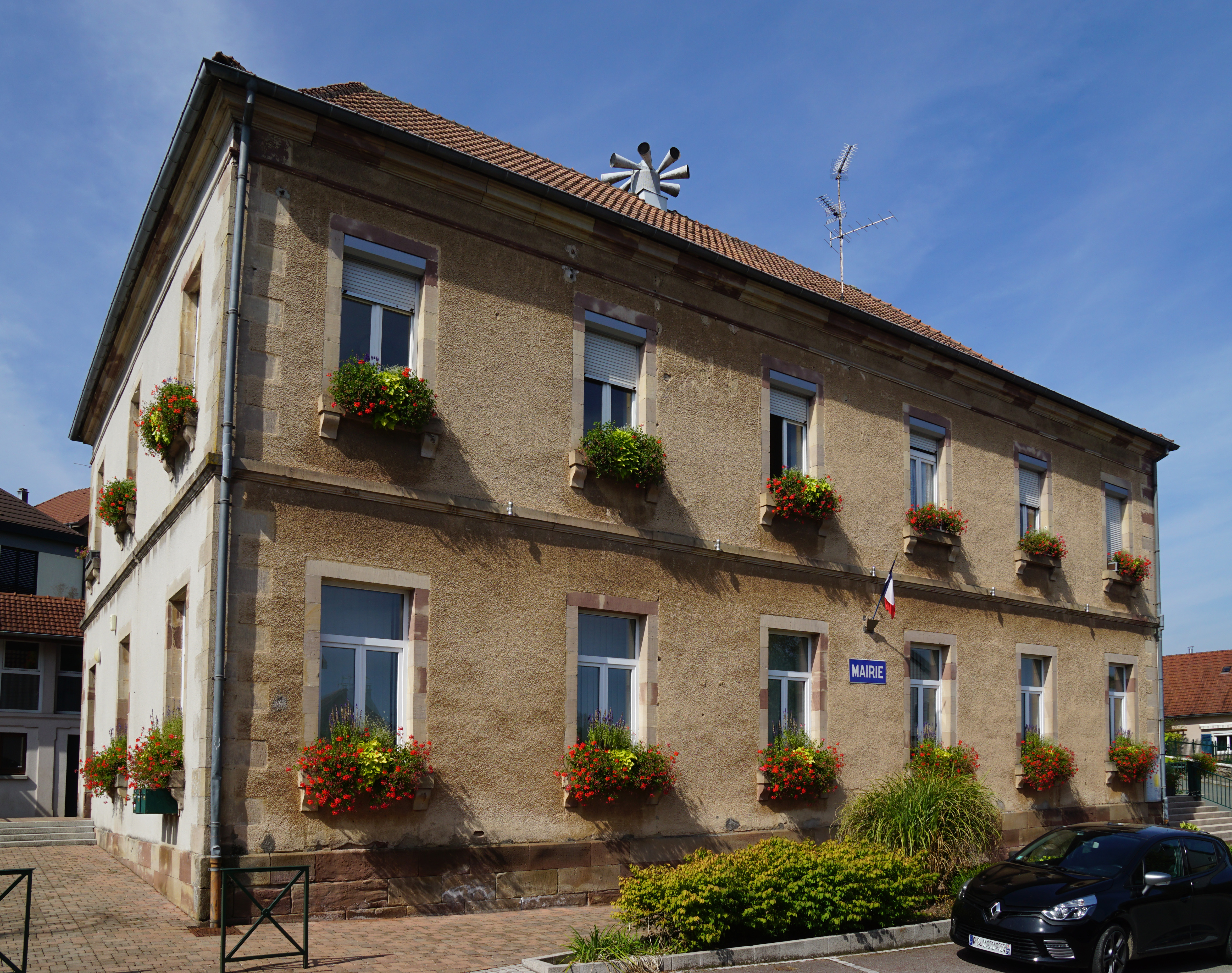
La mairie.

| Période                                  | Période                   | Identité                    | Étiquette | Qualité                                                                           |
| ---------------------------------------- | ------------------------- | --------------------------- | --------- | --------------------------------------------------------------------------------- |
| 1717                                     |                           | Xavier Gravier              |           |                                                                                   |
| 1735                                     |                           | Georges Lievres             |           |                                                                                   |
| 1742                                     | 1753                      | Claude François Gravier     |           |                                                                                   |
| 1754                                     | 1778                      | Jean Claude Gravier         |           |                                                                                   |
| 1778                                     | 1781                      | Nicolas Lhomme              |           |                                                                                   |
| 1782                                     | 1790                      | Jean Claude Wimberg         |           |                                                                                   |
| 1790                                     | 1791                      | Jacques Gousset             |           |                                                                                   |
| 1792                                     | 1794                      | François Chopin             |           |                                                                                   |
| 1794                                     | 1796                      | Jacques Lhomme              |           |                                                                                   |
| 1797                                     |                           | Jacques Jardon              |           |                                                                                   |
| 1798                                     |                           | Claude Grosjean             |           |                                                                                   |
| 1799                                     |                           | Jean Jacques Roy            |           |                                                                                   |
| 1800                                     | 1804                      | Jacques Jardon              |           |                                                                                   |
| 1805                                     | 1806                      | Pierre Joseph Lhomme        |           |                                                                                   |
| 1806                                     | 1807                      | Jean Pierre Bonotaux        |           |                                                                                   |
| 1808                                     | 1812                      | Jean François Berard        |           |                                                                                   |
| 1813                                     | 1824                      | Stanislas Joseph Lhomme     |           |                                                                                   |
| 1824                                     |                           | Joachim Parisot             |           |                                                                                   |
| 1824                                     | 1827                      | Jean Pierre Mouillesaux     |           |                                                                                   |
| 1828                                     | 1830                      | Stanislas Nicolas Lhomme    |           |                                                                                   |
| 1831                                     |                           | Pierre Joseph Kalbe         |           |                                                                                   |
| 1832                                     | 1835                      | Pierre Joseph Lhomme        |           |                                                                                   |
| 1835                                     | 1837                      | Pierre Joseph Kalbe         |           |                                                                                   |
| 1837                                     | 1839                      | Jean Baptiste Bourquard     |           |                                                                                   |
| 1839                                     | 1872                      | Nicolas Mouillesaux         |           |                                                                                   |
| 1872                                     | 1874                      | Auguste Mouillesaux         |           |                                                                                   |
| 1874                                     | 1875                      | Pierre François Lhomme      |           |                                                                                   |
| 1875                                     | 1876                      | François Xavier Petey       |           |                                                                                   |
| 1876                                     | 1877                      | Constantin Lhomme           |           |                                                                                   |
| 1878                                     | 1885                      | François Xavier Dravigney   |           |                                                                                   |
| 1887                                     | 1888                      | François Xavier Dravigney   |           |                                                                                   |
| 1888                                     | 1892                      | Pierre Chevillot            |           |                                                                                   |
| 1885                                     | 1887                      | Pierre Prevot               |           |                                                                                   |
| 1892                                     | 1895                      | Amédée Petey                |           |                                                                                   |
| 1895                                     | 1897                      | Joseph Kalbe                |           |                                                                                   |
| 1897                                     | 1900                      | Emile Lhomme                |           |                                                                                   |
| 1900                                     | 1904                      | Joseph Kalbe                |           |                                                                                   |
| 1904                                     | 1907                      | Constant Moulillesaux       |           |                                                                                   |
| 1907                                     | 1913                      | Xavier Dravigney            |           |                                                                                   |
| 1914                                     | 1919                      | Prosper Petey               |           |                                                                                   |
| 1919                                     | 1935                      | Xavier Lejeune              |           |                                                                                   |
| 1935                                     | 1947                      | Emile Jardon                |           |                                                                                   |
| 1947                                     | 1975                      | Camille Dravigney           |           |                                                                                   |
| 1975                                     | 1983                      | Roger Kohler                |           |                                                                                   |
| 1983                                     | 1995                      | Jean Orsat                  |           |                                                                                   |
| 1995                                     |                           | Jean Claude Kubler          |           |                                                                                   |
|                                          |                           | Jean Orsat[réf. nécessaire] |           |                                                                                   |
| Les données manquantes sont à compléter. |                           |                             |           |                                                                                   |
| mars 2001                                | En cours (au 28 mai 2020) | Jean-Claude Kubler          |           | Vice-président de la CC Pays d'Héricourt (2014 → ) Réélu pour le mandat 2020-2026 |

## Population et société

### Démographie
En 2022, la commune comptait 1 253 habitants. À partir du XXIe siècle, les recensements réels des communes de moins de 10 000 habitants ont lieu tous les cinq ans (2008, 2013, 2018, etc. pour Châlonvillars). Les autres « recensements » sont des estimations.
| 1793 | 1800 | 1806 | 1821 | 1831 | 1836 | 1841 | 1846 | 1851  |
| ---- | ---- | ---- | ---- | ---- | ---- | ---- | ---- | ----- |
| 600  | 536  | 694  | 744  | 928  | 957  | 996  | 984  | 1 003 |

| 1856 | 1861 | 1866 | 1872 | 1876 | 1881 | 1886 | 1891 | 1896 |
| ---- | ---- | ---- | ---- | ---- | ---- | ---- | ---- | ---- |
| 904  | 889  | 842  | 788  | 866  | 847  | 907  | 839  | 820  |

| 1901 | 1906 | 1911 | 1921 | 1926 | 1931 | 1936 | 1946 | 1954 |
| ---- | ---- | ---- | ---- | ---- | ---- | ---- | ---- | ---- |
| 846  | 874  | 861  | 771  | 741  | 725  | 665  | 616  | 614  |

| 1962 | 1968 | 1975 | 1982  | 1990  | 1999  | 2006  | 2008  | 2013  |
| ---- | ---- | ---- | ----- | ----- | ----- | ----- | ----- | ----- |
| 606  | 545  | 834  | 1 135 | 1 066 | 1 147 | 1 235 | 1 260 | 1 260 |

| 2018  | 2022  | - | - | - | - | - | - | - |
| ----- | ----- | - | - | - | - | - | - | - |
| 1 243 | 1 253 | - | - | - | - | - | - | - |

### Santé
L'hôpital le plus proche est l'hôpital Nord Franche-Comté situé à Trévenans, dans le sud du Territoire de Belfort (département voisin),.

## Lieux et monuments
- L'église Sainte-Radegonde.

L'église.
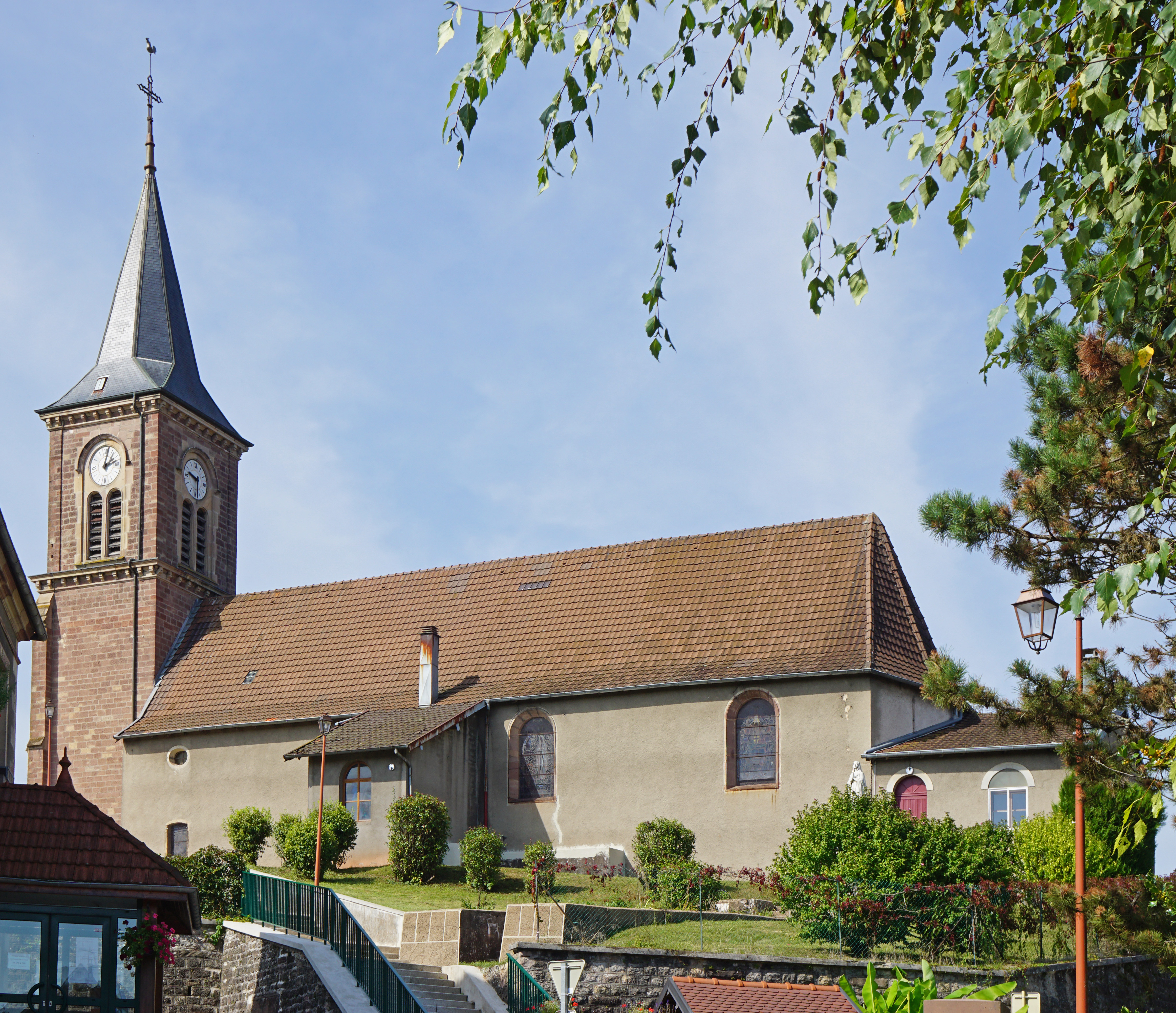
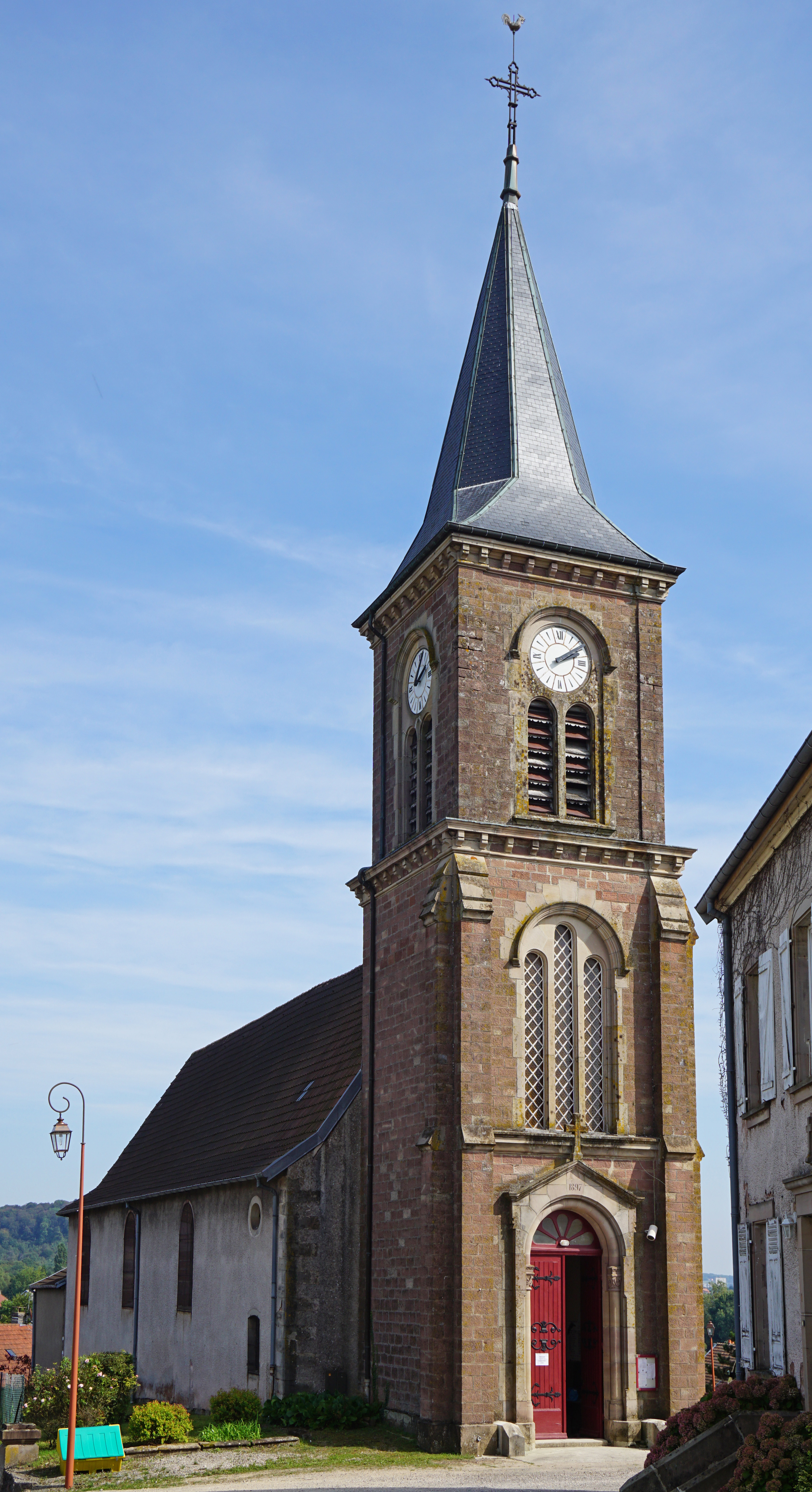
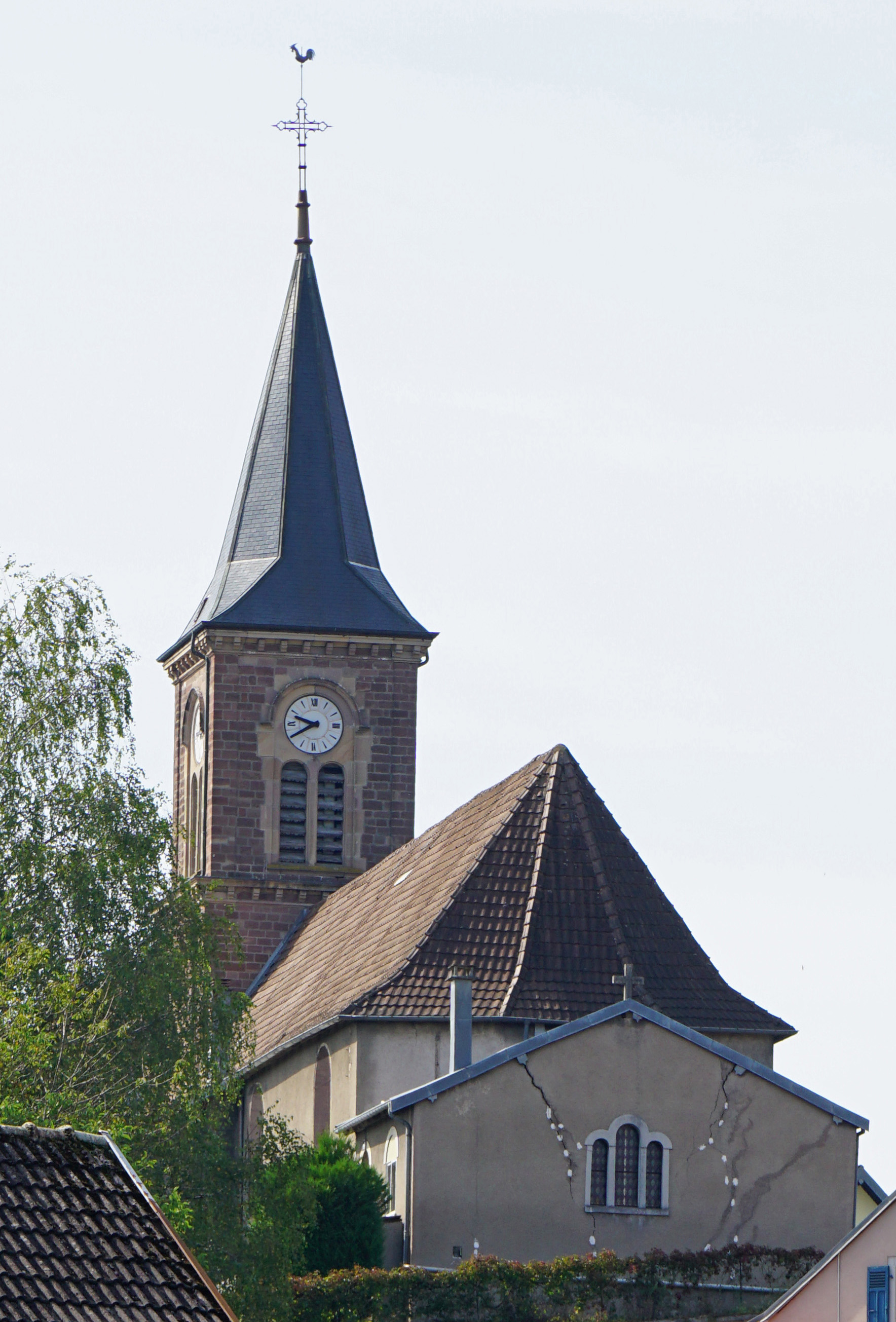
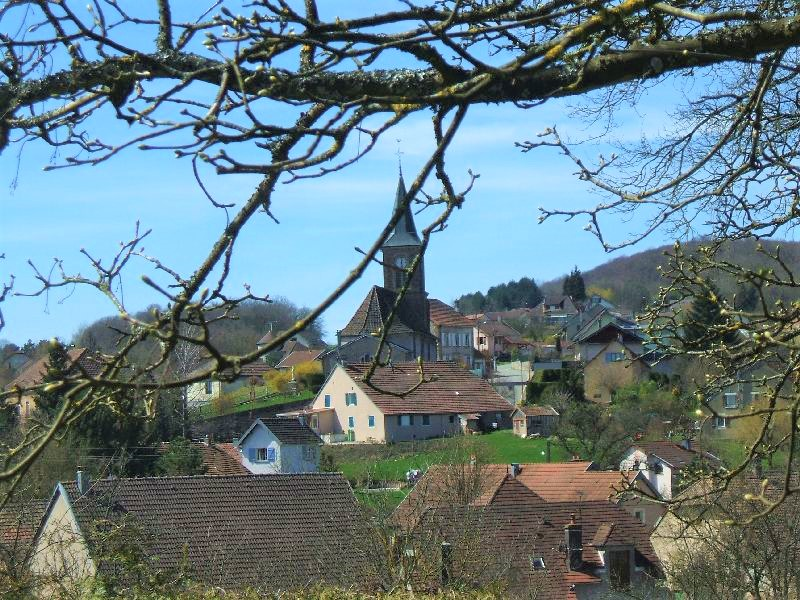

- Le lavoir, construit en 1843 (rue Principale).

Le lavoir.
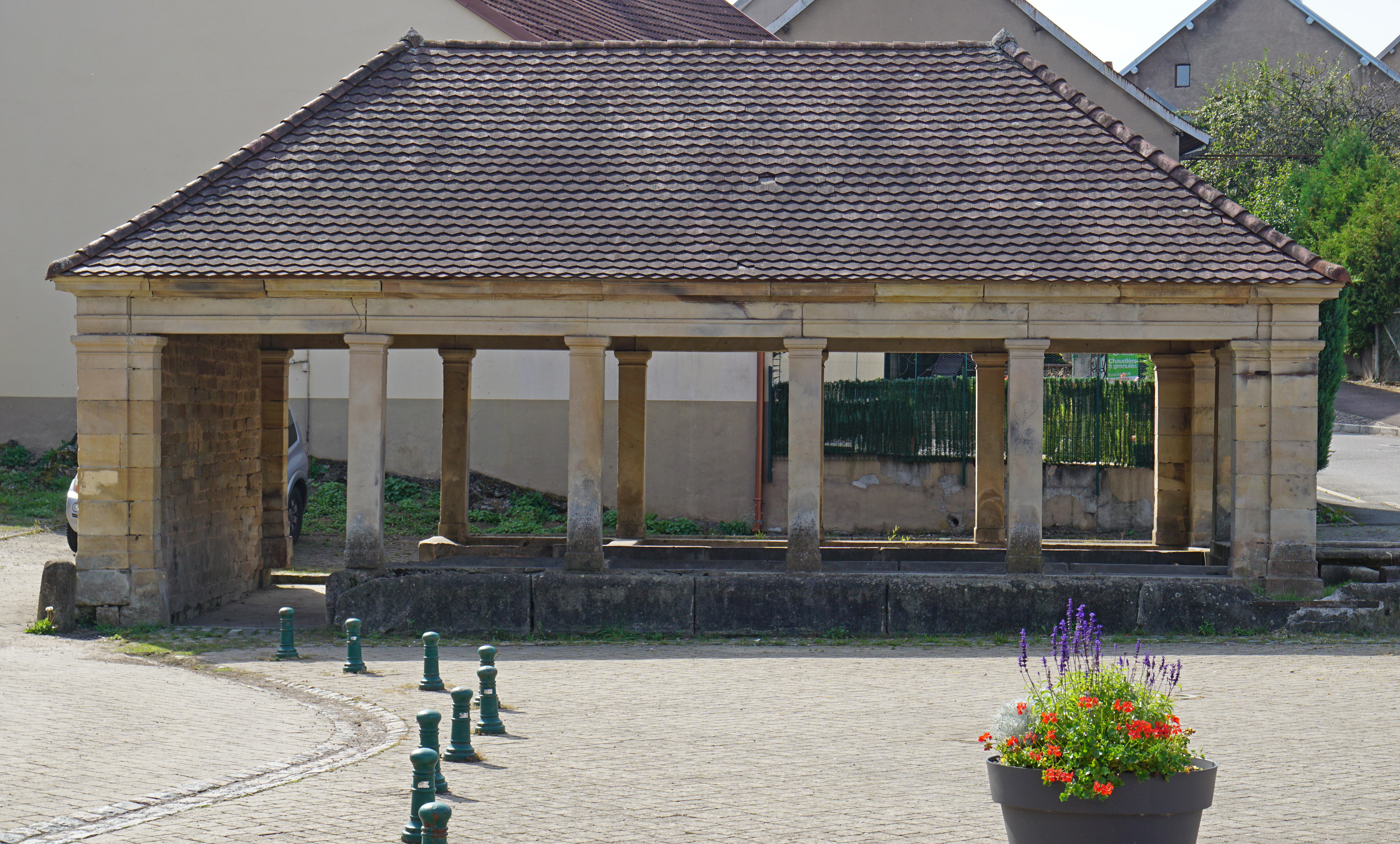
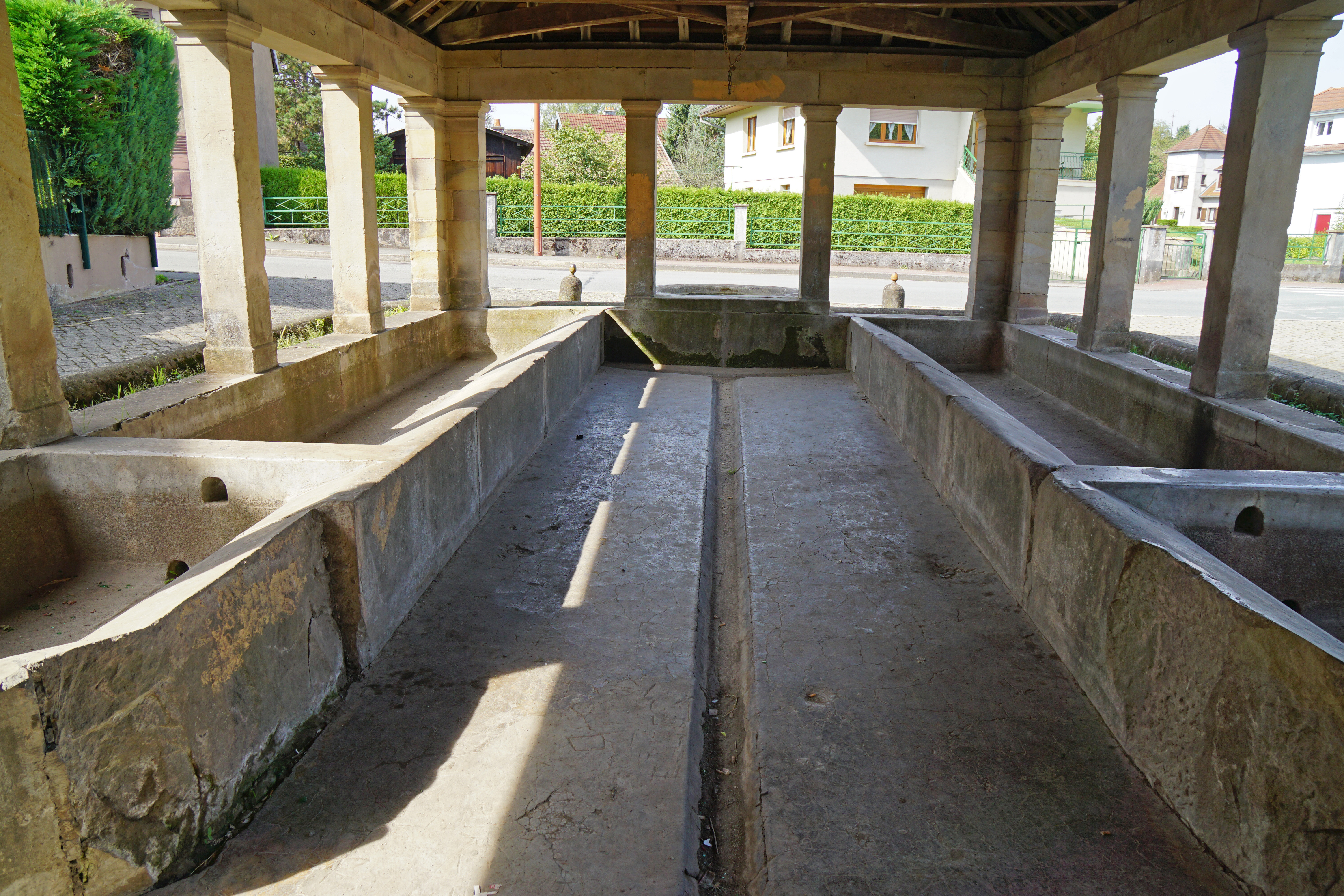
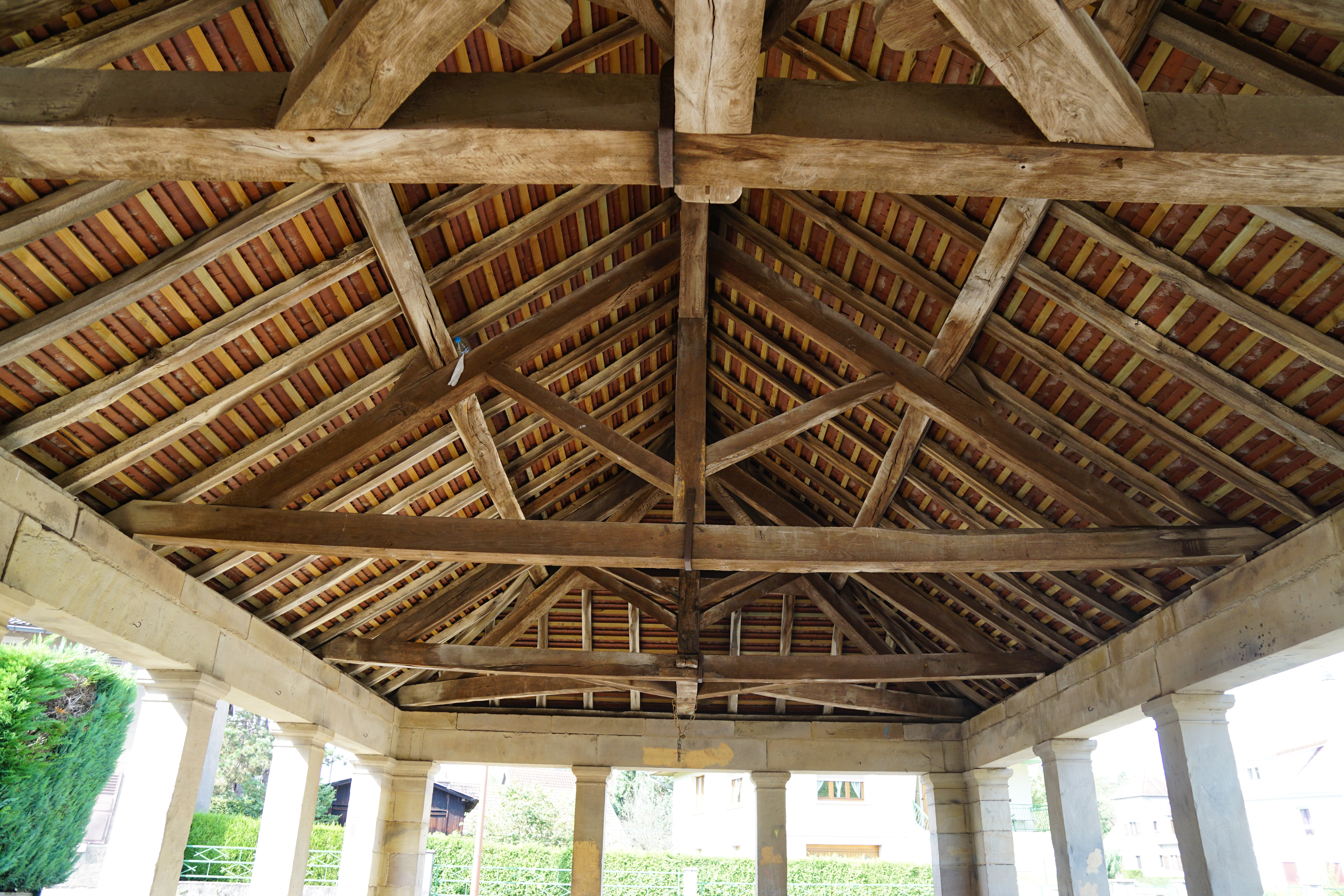
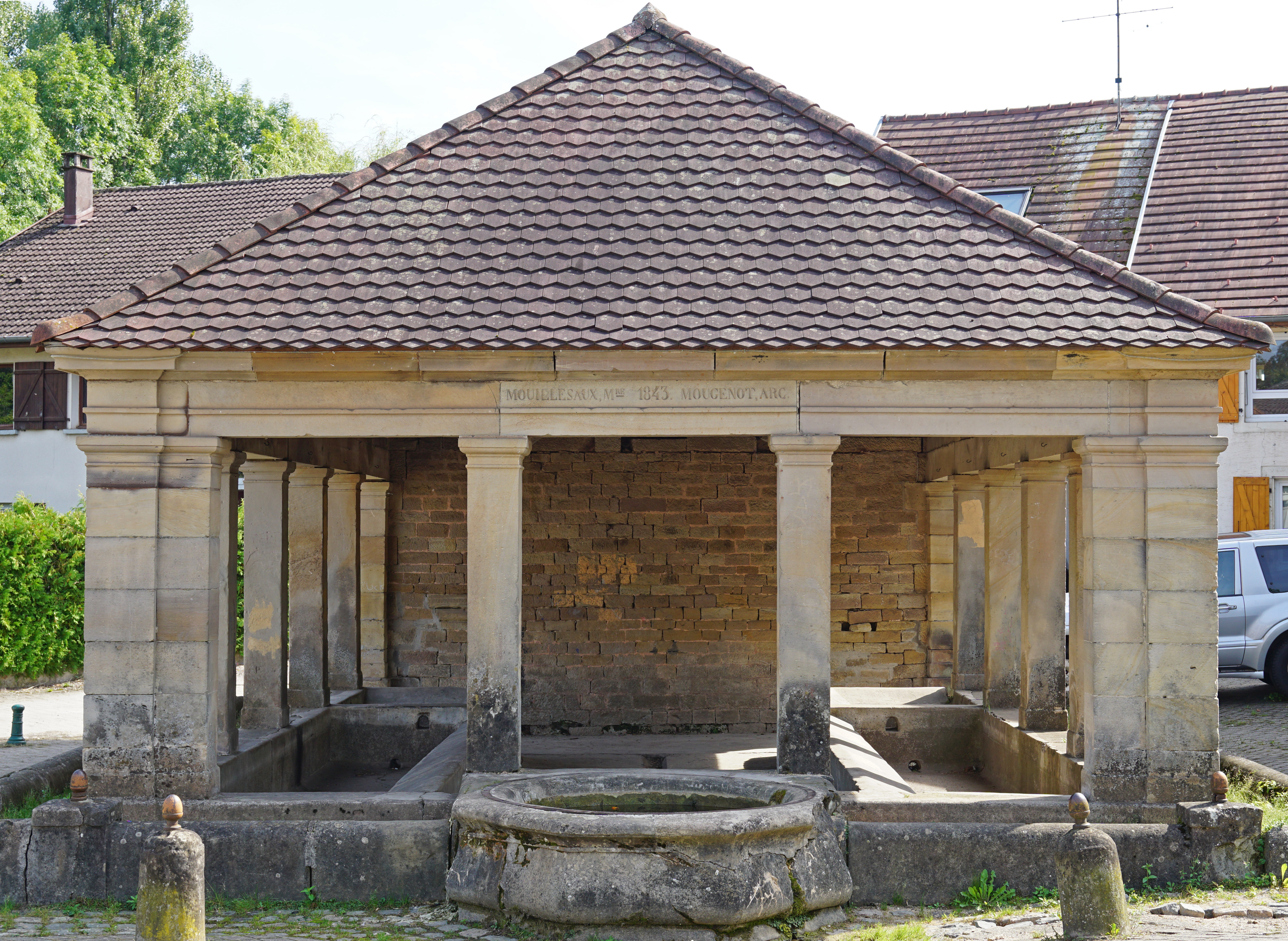

- Le monument aux morts (rue Principale).
- La croix des Femmes (forêt).
- La source de la Baraque (forêt).
- L'ancien pont qui franchissait le canal de Haute-Saône au bas de la forêt, récemment remplacé par une passerelle moderne du fait de la dangerosité de l'ancien pont délabré.

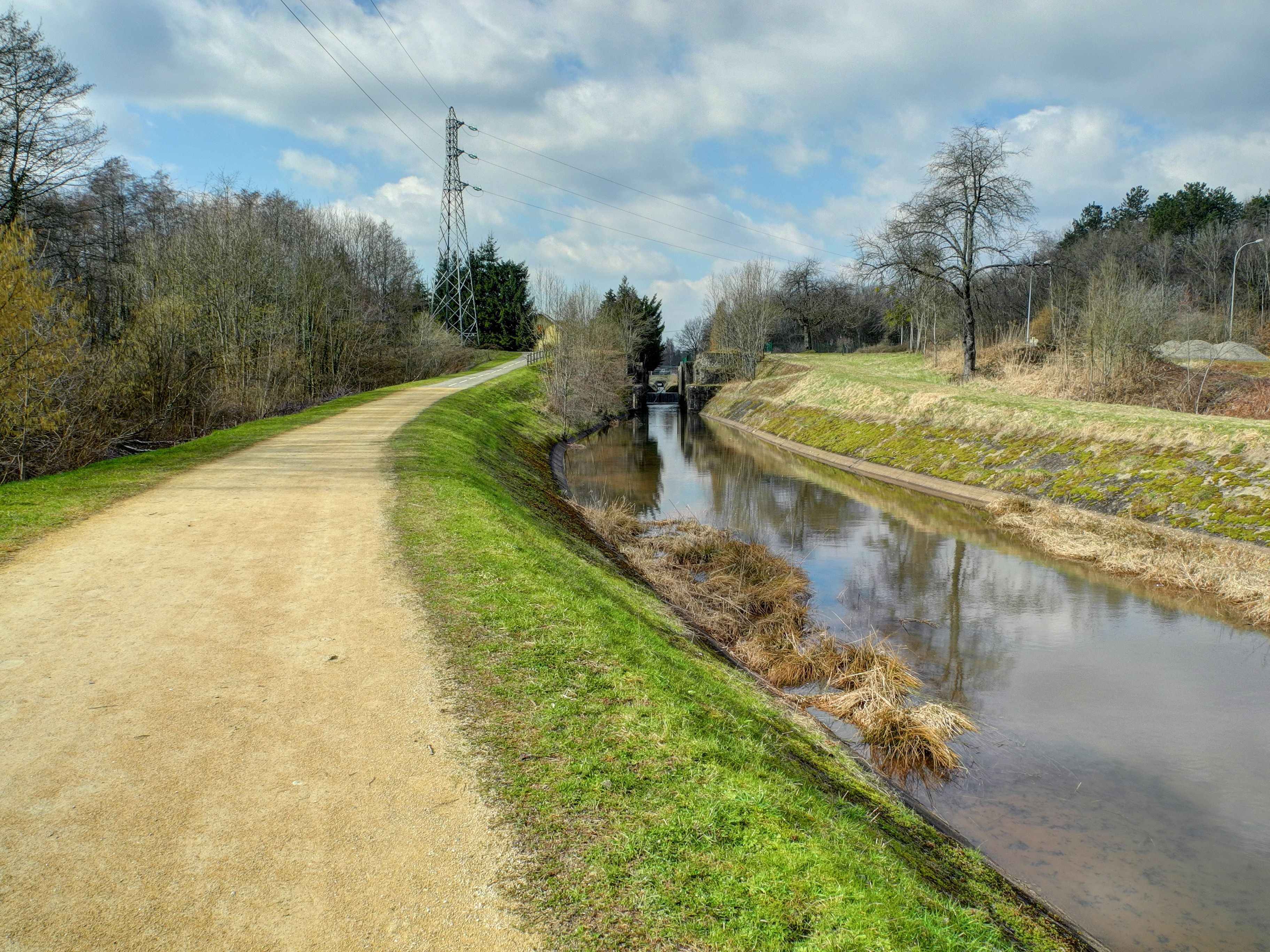
Coulée verte du canal et écluse.
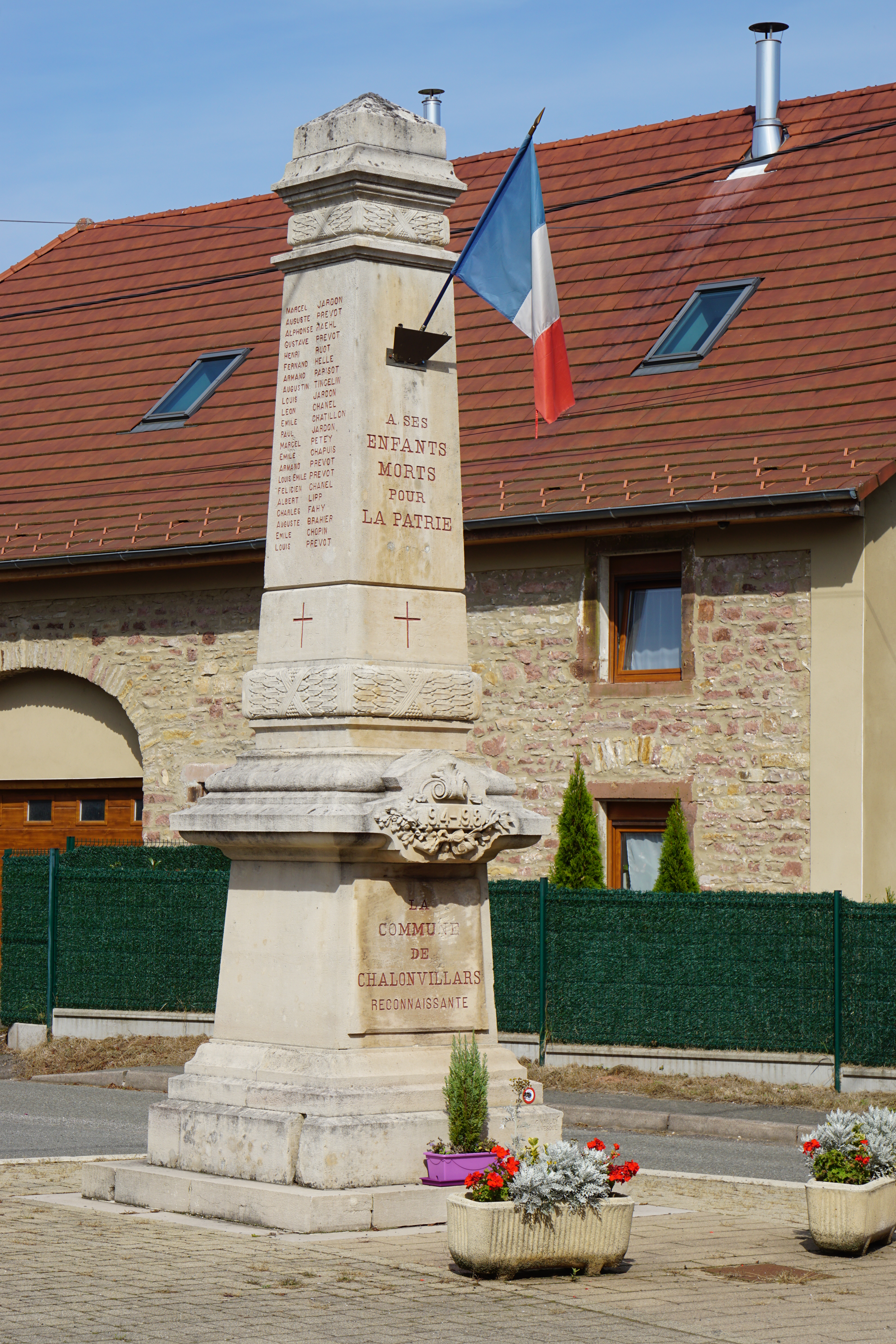
Monument aux morts.
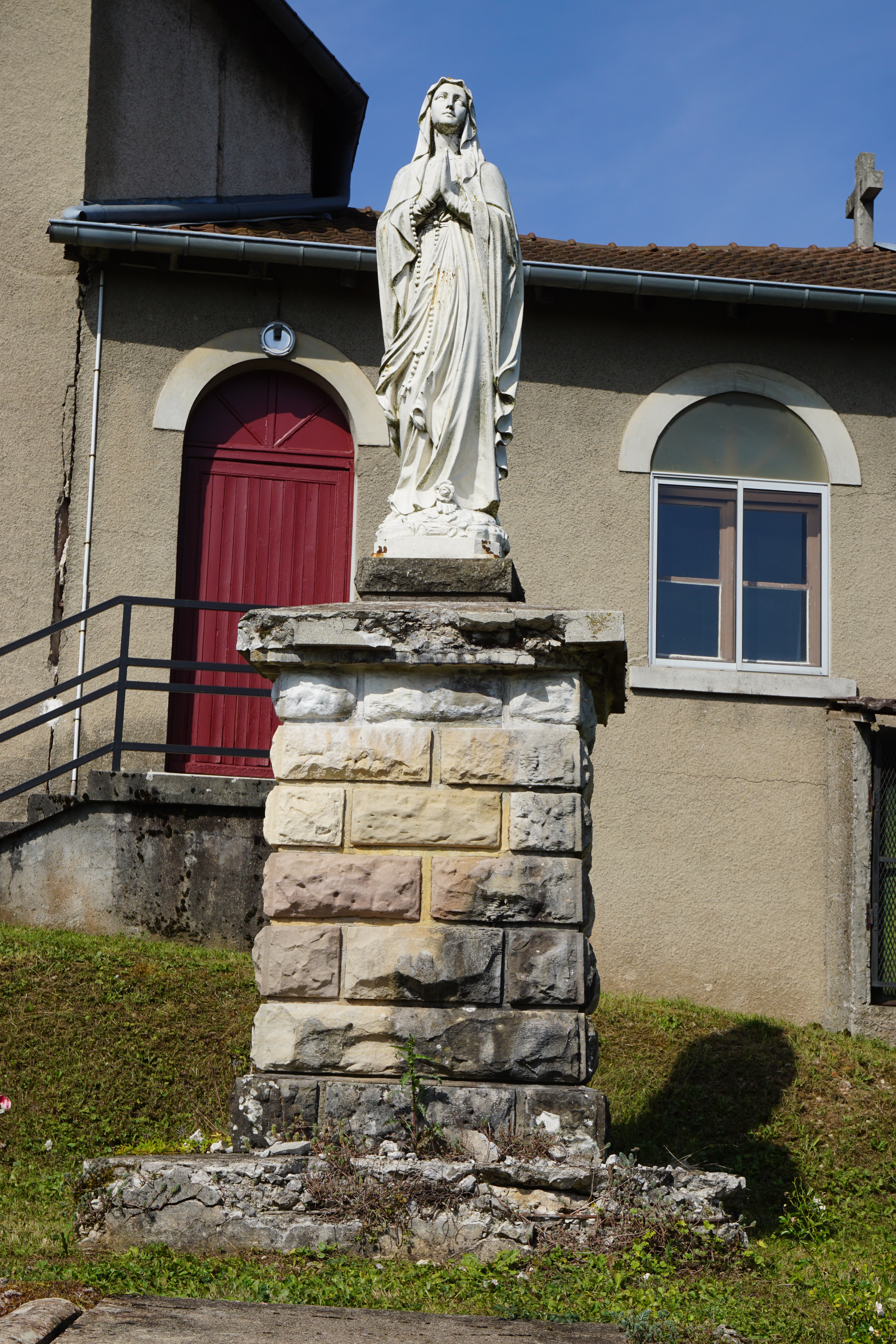
Statue de la Vierge.
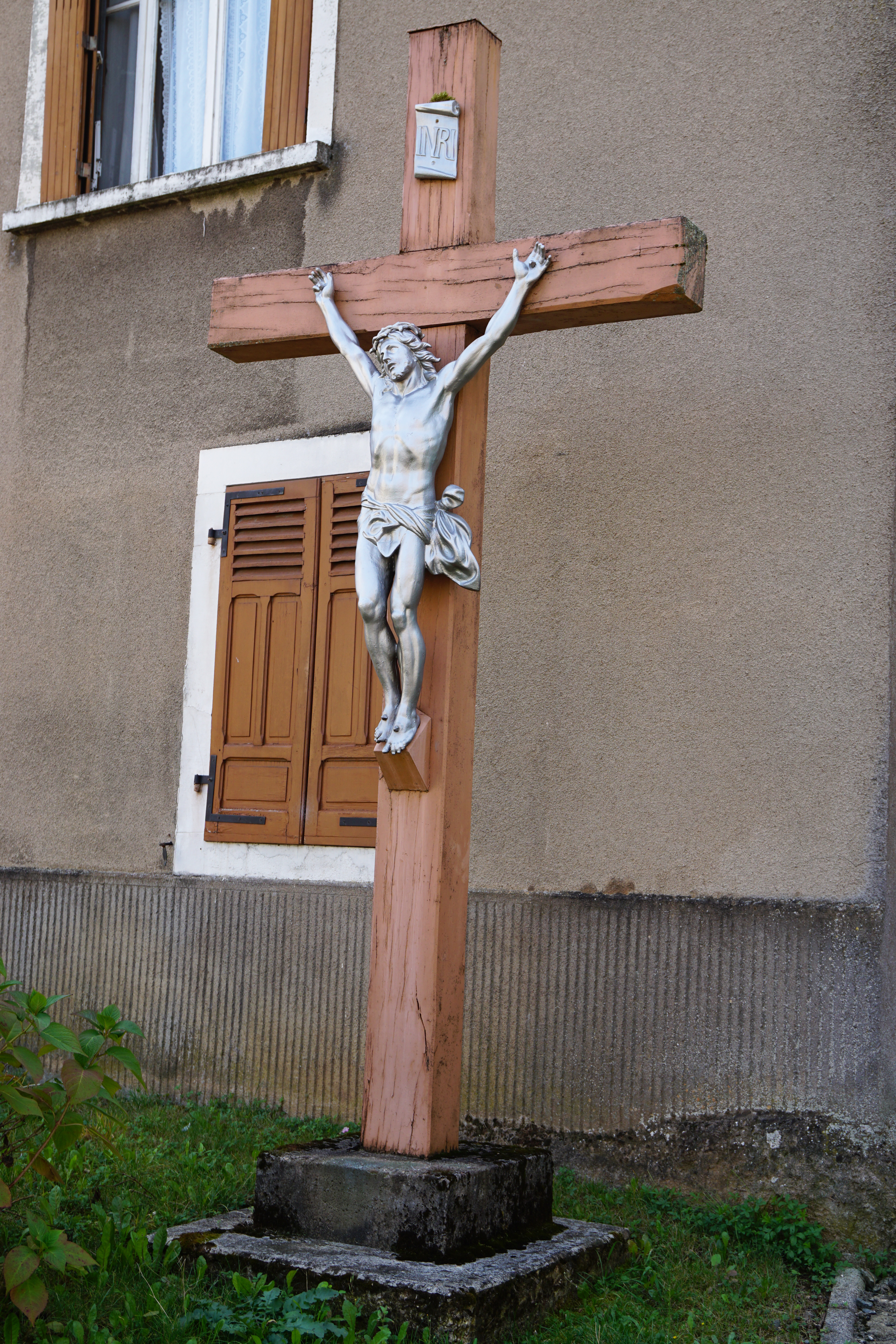
Calvaire.